# Courtyard by Marriott
Courtyard by Marriott — международная сеть отелей, принадлежащая Marriott International. Является одним из брендов Marriott средней ценовой категории, ориентированный в основном на деловых путешественников, но также подходят для путешествующих семей. В номерах есть письменные столы, диваны и бесплатный доступ в Интернет. В большинстве мест есть бистро, где продаются свежеприготовленные завтраки (не бесплатно), закуски, сэндвичи и многое другое. Во всех отелях есть круглосуточные магазины. Также предлагаются премиум услуги, такие как улучшенный доступ к Интернету и более просторные номера в стиле гостиниц «люкс».
Основные конкуренты Courtyard среди других гостиничных брендов — Cambria Hotels & Suites, Wingate Inn и Hilton Garden Inn.

## История
В начале 1980-х годов Marriott испытывала проблема в поиске новых мест для своих гостиниц, подходящих для существующих брендов компании. Поэтому было решено создать новый бренд Courtyard, ориентированный на деловых путешественников и туристов. Отели данного бренда имели меньший размер и располагались в районах с низким спросом. Сеть быстро развивалась, увеличившись с трёх тестовых гостиниц в 1983 году до более 90 в 1987 году.
Первая гостиница Courtyard была построена в 1983 году в Сан-Луисе. Для расширения круга потенциальных жильцов, гостиницы стали оборудоваться бассейном или фитнес-центром, устанавливать микроволновки и мини-холодильники, а также предлагать специальные цены для семей. В борьбе за клиентов с Holiday Inn, Marriott International вложили более 2 млрд долларов в расширение сети Courtyard by Marriott в 1980-х годах. В 2007 году Marriott запустил программу по улучшению действующих гостиниц с целью удовлетворения возросших требований деловых путешественников. Была произведена реконструкция вестибюлей, а бары при отелях стали работать в более позднее время.
В 2017 году Courtyard by Marriott стал первым американским сетевым отелем, открывшимся на острове Бонайре.
На конец 2023 года сеть насчитывала 1319 гостиниц в более 60 странах мира.